# 542
Năm 542 là một năm trong lịch Julius.

## Sự kiện
- Khởi nghĩa Lý Bí